# 亞爾齊夫卡
50°46′3″N 29°26′8″E / 50.76750°N 29.43556°E
亞爾齊夫卡（烏克蘭語：Ялцівка），是烏克蘭北部的村莊，隸屬日托米爾州的科羅斯滕區。該村始建於1589年，面積1.03平方公里，海拔高度142米，2001年人口220，人口密度每平方公里214.63人。